# Городинівська сільська рада
| Городинівська сільська рада — адміністративно-територіальна одиниця та орган місцевого самоврядування у Рожищенському районі Волинської області з адміністративним центром у с. Городині. Історична дата утворення: в 1939 році. Сільській раді підпорядковані населені пункти: - с. Городині - с. Романів |

## Склад ради
Рада складається з 12 депутатів та голови.

### Керівний склад ради
| ПІБ                       | Основні відомості                                                               | Дата обрання | Дата звільнення |
| ------------------------- | ------------------------------------------------------------------------------- | ------------ | --------------- |
| Павлюк Леонід Петрович    | Сільський голова, 1958 року народження, освіта, безпартійний                    | 26.03.2006   | 31.10.2010      |
| Петрук Віктор Філімонович | Сільський голова, 1961 року народження, освіта середня спеціальна, безпартійний | 31.10.2010   | 28.10.2015      |
| Петрук Віктор Філімонович | Сільський голова, 1961 року народження, освіта середня спеціальна, безпартійний | 28.10.2015   |                 |

Примітка: таблиця складена за даними джерела

## Населення
Згідно з переписом УРСР 1989 року чисельність наявного населення сільської ради становила 389 осіб, з яких 187 чоловіків та 202 жінки.
За переписом населення України 2001 року в сільській раді мешкало 398 осіб.

### Мова
Розподіл населення за рідною мовою за даними перепису 2001 року:
| Мова       | Відсоток |
| ---------- | -------- |
| українська | 98,74 %  |
| російська  | 1,01 %   |
| білоруська | 0,25 %   |